# Anita Lizana
Anita Lizana, nota anche come Anita Lizana de Ellis (Santiago del Cile, 19 novembre 1915 – 21 agosto 1994), è stata una tennista cilena.
È stata la prima latinoamericana nonché la prima ispanica a raggiungere il 1º posto in classifica. È stata inoltre la prima latinoamericana a vincere un torneo del Grande Slam nel singolare ovvero l'U.S. National Championships 1937, battendo Jadwiga Jędrzejowska per 6-4, 6-2.
Dai tempi di Anita Lizana, l'unica altra latinoamericana a raggiungere la prima posizione in classifica è stata la brasiliana Maria Bueno.

## Carriera
Iniziò a giocare nel circuito principale dalla metà degli anni '30 e nel torneo di Wimbledon raggiunse per due edizioni consecutive i quarti di finale, il risultato più sorprendente fu tuttavia il successo agli U.S. National Championships 1937 dove eliminò ben tre teste di serie nel suo cammino verso la finale.
Nonostante l'impresa negli Stati Uniti non riuscì ad avere un rendimento da protagonista, le sue partecipazioni ai tornei calarono drasticamente complici anche lo scoppio del conflitto mondiale e l'impegno a dedicarsi alla famiglia dopo il matrimonio. L'ultimo risultato rilevante fu il quarto di finale raggiunto a Wimbledon 1947 curiosamente in coppia con la polacca Jadwiga Jędrzejowska che aveva sconfitto in finale U.S. National Championships 1937.

## Biografia
Nata a Santiago è cresciuta giocando a tennis con i suoi cinque fratelli. Dopo il successo del 1937 conobbe Ronald Ellis, un tennista e imprenditore scozzese, con cui si sposò l'anno successivo trasferendosi nella città di Dundee. La coppia ebbe due figlie e si trasferì a Broughty Ferry.
Rimase vedova nel 1978 quando Ellis subì un attacco cardiaco, le venne successivamente diagnosticato un cancro per cui venne operata nel 1993 che, dopo un'iniziale miglioramento, le fu fatale.

## Statistiche

### Singolare

#### Vittorie (1)
| Numero | Anno | Torneo                                | Superficie | Avversaria in finale | Punteggio |
| 1.     | 1937 | U.S. National Championships, New York | Erba       | Jadwiga Jędrzejowska | 6-4, 6-2  |